# Muncef Ouardi
Muncef Ouardi (Montreal, 17 april 1986) is een Canadese oud-langebaanschaatser.
Ouardi heeft Marokkaanse roots en heeft tevens de Marokkaanse nationaliteit. Bij zijn WK Sprint-debuut in 2012 raakte Ouardi zijn schaatsen kwijt, waarna hij via zijn moeder in Quebec zijn schaatsen van 2011 liet opsturen en zo een paar dagen voor het toernooi nog kon trainen. Op deze ijzers reed hij op de eerste dag naar twee nieuwe persoonlijke records.
Op 10 augustus 2015 liet hij weten te stoppen als langebaanschaatser. Als coach bij Quebec City's Training Centre gaat Ouardi met verschillende shorttrackers en langebaanschaatsers werken.

## Persoonlijke records
| Afstand    | Tijd    | Datum             | Baan           |
| ---------- | ------- | ----------------- | -------------- |
| 500 meter  | 34,54   | 28 januari 2012   | Calgary        |
| 1000 meter | 1.08,56 | 29 januari 2012   | Calgary        |
| 1500 meter | 1.49,18 | 13 februari 2010  | Salt Lake City |
| 3000 meter | 4.04,01 | 15 september 2012 | Calgary        |
| 5000 meter | 7.12,23 | 26 november 2004  | Calgary        |

## Resultaten
| jaar | WK Sprint | WK Afstanden | Wereldbeker                 |
| ---- | --------- | ------------ | --------------------------- |
| 2009 |           | 14e 500m     | 10e 100m 21e 500m 27e 1000m |
| 2010 |           |              | 42e 500m                    |
| 2011 |           | 14e 500m     | 24e 500m 53e 1000m          |
| 2012 | 10e       |              |                             |